# Sead Kolašinac
Sead Kolašinac (Karlsruhe, el 20 de juny de 1993) és un futbolista bosnià que juga com a lateral esquerre per l'Atalanta BC

## Palmarès
Arsenal FC
- 1 Copa anglesa: 2019-20
- 2 Community Shield: 2017, 2020

Atalanta BC
- 1 Lliga Europa de la UEFA: 2023-24